# Rábakecöl
Rábakecöl község Győr-Moson-Sopron vármegyében, a Kapuvári járásban.

## Fekvése
Magyarország északnyugati részén, a Rába bal partján, a Rábaköz déli részén, Kapuvártól 20 km-re, déli irányban, valamint Csornától 30 km-re délnyugatra, illetve a vármegyeszékhelytől, Győrtől szintén délnyugati irányban, 55 km-re helyezkedik el.  

### Megközelítése
A község belterületét a 8611-es és a 8428-as utak érintik, ezeken közelíthető meg a közvetlen szomszéd települések (Beled, Vásárosfalu és Kenyeri) irányából. Az ország távolabbi részei felől a 86-os főúton vagy az M86-os autóúton érhető el a legegyszerűbben: mindkettő érinti a község északi határszélét, s az M86-os legközelebbi csomópontja alig 1,5 kilométerre esik Rábakecöl központjától.
Vasútvonal nem érinti, a legközelebbi vasúti csatlakozási lehetőség a Hegyeshalom–Porpác-vasútvonal Beled vasútállomása.

## Története
- Kecöl nevének első okleveles említése 1162-ből származik, a szláv eredetű Kacil személynévből, amelyről egy levéltári feljegyzésben olvashatunk.
- 1276-ban Kun László király az Osl nemzetségbeli Beludnak ajándékozta a királyi várbirtokot.
- 1387-ben a Kanizsai család birtokába kerül.
- 1886-ban a települést bérlő Esterházyak létrehozzák Miklós-majort.
- A községet 1880 és 1920 között többször tűz pusztítja, melynek hatására 1889-ben  létrehozzák a mai napig működő tűzoltó egyletet.
- Kecöl neve a XX. század elején, a folyó közelsége révén Rába előtaggal bővül, s ekkortól Rábakecöl nevet viseli a település.
- A község lakóiból többen vettek részt az 1848- 49-es szabadságharcban. Az I. világháborúban 41-en, a II. világháborúban 33-an vesztették életüket a faluból. Az áldozatokra emlékezve került felállításra a településen a hősi emlékmű.
- Az 1956-os községi villamosítást követően 1963-ban orvosi rendelő, majd 1966-ban óvoda építése követte.
- A közelmúltban Rábakecöl községet a Magyar Vöröskereszt háromszor is tüntette ki Humanitárius település címmel.

## Közélete

### Polgármesterei
- 1990–1994: Tuba Pál (független)[3]
- 1994–1998: Tuba Pál (független)[4]
- 1998–2002: Tuba Pál (független)[5]
- 2002–2006: Tuba Pál (független)[6]
- 2006–2010: Tuba Erik (független)[7]
- 2010–2014: Tuba Erik (független)[8]
- 2014–2019: Tuba Erik (független)[9]
- 2019–2024: Tuba Erik (független)[10]
- 2024– : Tuba Erik (független)[1]

## Népesség
A település népességének változása:
| Lakosok száma | 683  | 672  | 649  | 623  | 645  | 643  | 659  |
|               | 2013 | 2014 | 2015 | 2021 | 2022 | 2023 | 2024 |

A 2022-es népszámlálás során a lakosok 93,5%-a magyarnak, 2,5% németnek, 0,3% ukránnak, 0,2% cigánynak, 0,2% ruszinnak mondta magát, ezeken kívül 0.8% egyéb nemzetiségű, 4,5% nem nyilatkozott. A vallási megoszlás a következő volt: római katolikus 57,7%, evangélikus 2,8%, református 0,2%, felekezeten kívüli 3.1% (33,2% nem nyilatkozott).

## Látnivalók
- Római katolikus plébániatemplom: Szentolvasó (Rózsafüzér) királynéja tiszteletére lett szentelve. Először 1759-ben épült barokk stílusban, akkoriban még Szent István vértanú titulust viselt. Később 1886-ban kibővítik és átépítik romantikus stílusban, ekkortól vette fel jelenlegi titulust.
- Római katolikus kápolnák: a falu határában két kápolna is épült, az egyik Miklós majorban, a másik, Szűz Mária nevet viselő kápolna viszont Répcelak felé vezető 86-os főút mellett..
- Útmenti keresztek Rábakecöl több pontján
- Páduai Szent Antal szobor
- Szentháromság szobor
- Világháborús hősi emlékmű
- Bábi néni kincsesháza, 2006-ban jött létre, amely régi mesterségeket, kézműves alkotásokat mutat be. Itt gyerekprogramokat is szoktak rendezni.

## Érdekességek
- A községet emlegetik a Zimmer Feri című filmben ("Miattad esett ki a Kecöl") és jegyzik a nemzeti galériában is.
- „Kecölben nem kell mélyre ásni a kincsekért, Bábi néni kincsesháza kincset ér."  - a helyi kézművesházra utal.